# Antoine Antignac
Pour les articles homonymes, voir Antignac.
Antoine Antignac (Paris, 5 décembre 1770 – Paris, 21 septembre 1823) est un chansonnier et goguettier français.

## Biographie
Employé à l’administration des postes, Antignac est un chansonnier très fécond, membre du Caveau Moderne. 
« Trois fois seulement il sortit de son rôle pour devenir poète politique : la première fois (c’était à l’occasion du mariage de Napoléon en 1810), le frondeur Cadet Roussel (…) eut un succès de vogue, la deuxième fois, il s’agissait de chanter le retour des Bourbons et la troisième de celui de l’Empereur. »

## Jugements sur Antoine Antignac
Désaugiers :
Si les bons cœurs ont droit au bonheur des élus,
Si l’esprit, la gaîté, peuvent prouver ses charmes,
Sur Antignac cessons de répandre des larmes,
C’est un ami de moins, c’est un heureux de plus.
Dezobry et Bachelet :
« C’est un poète enjoué et correct, sans beaucoup de verve ni de malice. »

## Sources
- Archives nationales, collection Henri Bachimont (AB/XIX/707)
- Henri Bachimont, La galerie chansonnière, tome 1, p. 35-37.